# Bahnstrecke Weil am Rhein–Lörrach
| |                      |                                                            |                                                            |
| Streckennummer (DB): | 4410                 |                                                            |                                                            |
| Kursbuchstrecke (DB): | 734                  |                                                            |                                                            |
| Streckenlänge: | 4,836 km             |                                                            |                                                            |
| Spurweite: | 1435 mm (Normalspur) |                                                            |                                                            |
| Stromsystem: | 15 kV 16,7 Hz ~      |                                                            |                                                            |
| Maximale Neigung: | 10 ‰                 |                                                            |                                                            |
| |                      |                                                            |                                                            |
| \| \| \| von Mannheim \| \| \| \| \| von Saint-Louis \| \| \| \| 0,000 \| Weil am Rhein \| 261 m ü. NHN \| \| \| \| Straßenbahn Basel \| \| \| \| \| Friedensbrücke (B 317) \| \| \| \| \| nach Basel Bad Bf \| \| \| \| \| Basler Straße (B 3) \| \| \| \| \| Südschleife von Basel Bad Rbf \| \| \| \| 1,085 \| Weil am Rhein Gartenstadt \| 271 m \| \| \| \| \| \| \| \| \| Nonnenholzstraße–Pfädlistraße, Schutzackerstraße \| \| \| \| \| \| \| \| \| 1,855 \| Weil am Rhein Pfädlistraße \| 278 m \| \| \| 2,495 \| Weil am Rhein Ost \| 281 m \| \| \| \| Unterer Schlipfweg \| \| \| \| 2,90 \| Tüllinger Tunnel (864 m) \| Tüllinger Tunnel (864 m) \| \| \| \| Wiese (96 m) \| \| \| \| \| Hammerstraße (B 317) \| \| \| \| 4,395 \| Lörrach Dammstraße \| 285 m \| \| \| \| \| \| \| \| \| Basler Straße (ehem. B 317) Straßenbahn Lörrach (bis 1967) \| \| \| \| \| \| \| \| \| \| Obere Riehenstraße \| \| \| \| \| von Basel Bad Bf \| \| \| \| 4,836 \| Lörrach-Stetten \| 289 m \| \| \| \| nach Zell (Wiesental) \| \| |                      |                                                            |                                                            |
| Strecke |                      | von Mannheim                                               | von Mannheim                                               |
| Abzweig geradeaus und ehemals von rechts |                      | von Saint-Louis                                            | von Saint-Louis                                            |
| Bahnhof | 0,000                | Weil am Rhein                                              | 261 m ü. NHN                                               |
| Kreuzung mit U-Bahn geradeaus unten |                      | Straßenbahn Basel                                          | Straßenbahn Basel                                          |
| |                      | Friedensbrücke (B 317)                                     |                                                            |
| Abzweig geradeaus und nach rechts |                      | nach Basel Bad Bf                                          | nach Basel Bad Bf                                          |
| |                      | Basler Straße (B 3)                                        |                                                            |
| Abzweig geradeaus und ehemals von rechts |                      | Südschleife von Basel Bad Rbf                              | Südschleife von Basel Bad Rbf                              |
| Haltepunkt / Haltestelle | 1,085                | Weil am Rhein Gartenstadt                                  | 271 m                                                      |
| |                      |                                                            |                                                            |
| |                      | Nonnenholzstraße–Pfädlistraße, Schutzackerstraße           |                                                            |
| |                      |                                                            |                                                            |
| Haltepunkt / Haltestelle | 1,855                | Weil am Rhein Pfädlistraße                                 | 278 m                                                      |
| Haltepunkt / Haltestelle, ehemals Bahnhof | 2,495                | Weil am Rhein Ost                                          | 281 m                                                      |
| Strecke mit Straßenbrücke |                      | Unterer Schlipfweg                                         | Unterer Schlipfweg                                         |
| Tunnel | 2,90                 | Tüllinger Tunnel (864 m)                                   | Tüllinger Tunnel (864 m)                                   |
| Strecke unter Wasserlauf Anfang Hochstrecke |                      | Wiese (96 m)                                               | Wiese (96 m)                                               |
| |                      | Hammerstraße (B 317)                                       |                                                            |
| Haltepunkt / Haltestelle | 4,395                | Lörrach Dammstraße                                         | 285 m                                                      |
| |                      |                                                            |                                                            |
| Kreuzung mit U-Bahn geradeaus oben (Querstrecke außer Betrieb) |                      | Basler Straße (ehem. B 317) Straßenbahn Lörrach (bis 1967) | Basler Straße (ehem. B 317) Straßenbahn Lörrach (bis 1967) |
| |                      |                                                            |                                                            |
| Brücke |                      | Obere Riehenstraße                                         | Obere Riehenstraße                                         |
| Abzweig geradeaus und von rechts |                      | von Basel Bad Bf                                           | von Basel Bad Bf                                           |
| Bahnhof | 4,836                | Lörrach-Stetten                                            | 289 m                                                      |
| Strecke |                      | nach Zell (Wiesental)                                      | nach Zell (Wiesental)                                      |

Die Bahnstrecke Weil am Rhein–Lörrach, seit den 1990er Jahren auch als Gartenbahn bezeichnet, ist eine elektrifizierte Hauptbahn in Baden-Württemberg. Sie führt im Dreiländereck bei Basel von Weil am Rhein an der Bahnstrecke Mannheim–Basel durch den Tüllinger Berg nach Lörrach-Stetten an der Wiesentalbahn. Die Fortsetzung der Umgehungsbahn bildete die inzwischen stillgelegte Wehratalbahn, die bei Schopfheim von der Wiesentalbahn abzweigend nach Bad Säckingen an der Hochrheinbahn führte.
Betreiber der Infrastruktur ist die DB InfraGO.

## Geschichte
Die Bahnstrecke Weil am Rhein–Lörrach wurde am 20. Mai 1890 von der Badischen Staatsbahn als strategische Bahn zur Umgehung der Schweiz eröffnet. Bereits am 11. Februar 1878 ging die Bahnstrecke Weil am Rhein–Saint-Louis (Haut-Rhin) in Betrieb, womit das im Deutsch-Französischen Krieg eroberte Elsaß auch ganz im Süden verkehrsmäßig mit dem Reich verbunden wurde. Die Verbindung querte den Rhein über die bis 1937 von der Bahn genutzte Palmrainbrücke. Dieser Bahnabschnitt wurde 1890 mit der durch Süddeutschland gebauten Kette strategischer Bahnstrecken verbunden.
In den letzten Tagen des Zweiten Weltkriegs wurde die Eisenbahnbrücke über die Wiese von den Deutschen gesprengt und war nach dem Krieg lange Zeit nur im Schritttempo befahrbar.
Der erste Schritt zum Ausbau für den S-Bahn-Verkehr wurde 1999 mit Eröffnung der Haltepunkte Weil am Rhein Gartenstadt und Weil am Rhein Pfädlistraße gemacht. Der Haltepunkt Gartenstadt ist über den Schlaichturm mit dem Dreiländergarten verbunden.
Seit dem 15. Juni 2003 führt die SBB GmbH, die deutsche Personenverkehrstochter der Schweizerischen Bundesbahnen (SBB), als Eisenbahnverkehrsunternehmen (EVU) den Schienenpersonennahverkehr (SPNV) auf der Gartenbahn durch, der seither als S5 ins Netz der S-Bahn Basel eingebunden ist.
Mit dem Fahrplanwechsel vom 12. Dezember 2004 wurde die S5 über Lörrach Hauptbahnhof hinaus nach Steinen verlängert. Am 12. Juni 2005 wurde der neue Haltepunkt Lörrach Dammstraße in Betrieb genommen.
Auf der Strecke werden seit Herbst 2005 Triebzüge des Typs Stadler Flirt (Schweizer Baureihe RABe 521, deutsche Baureihe 429) eingesetzt, welche die als Übergangslösung für den Einsatz in Deutschland modifizierten NPZ-Garnituren RBDe 561 im März 2006 endgültig ablösten.

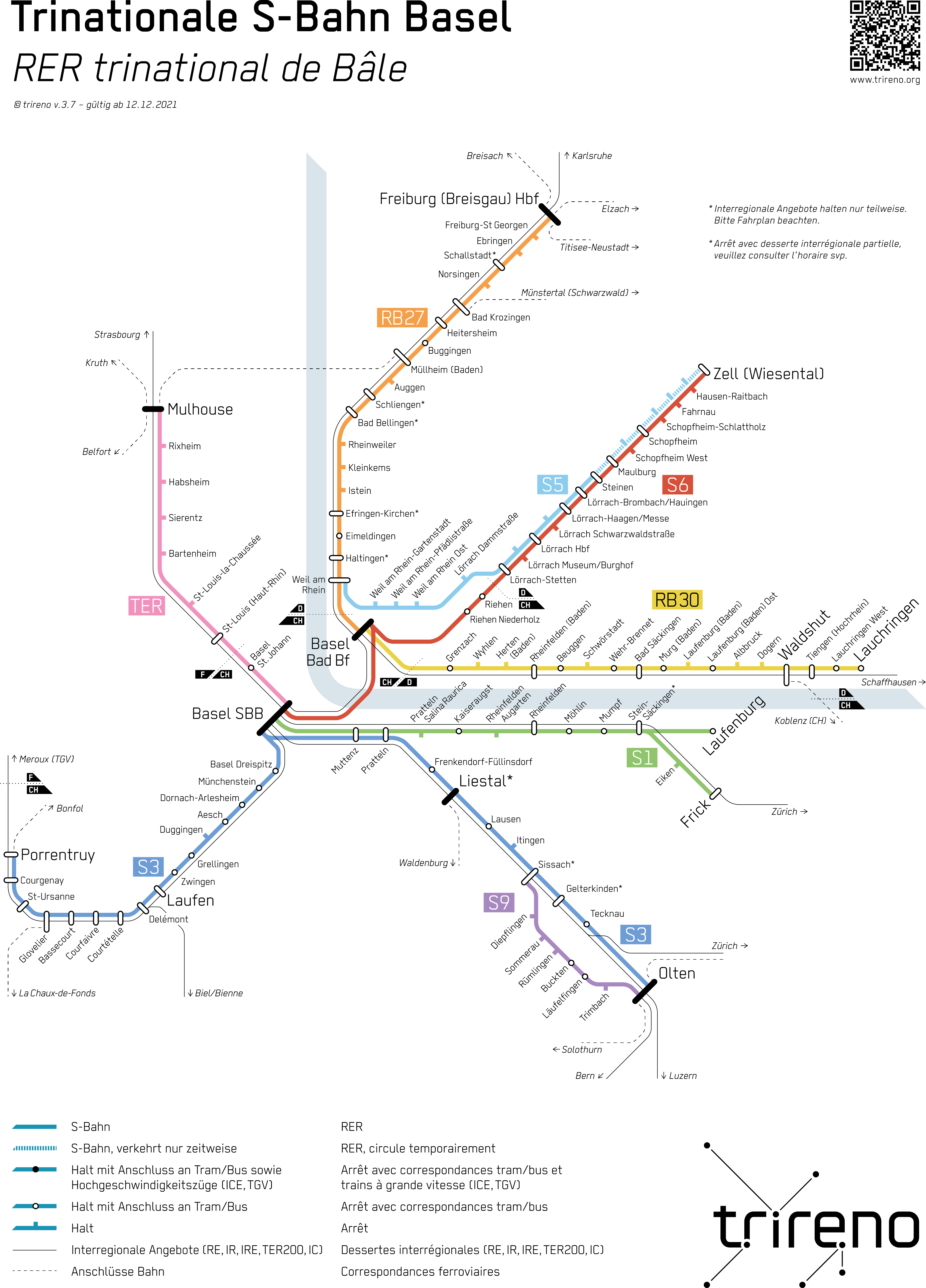
Die Strecke im Netz der trinationalen S-Bahn Basel
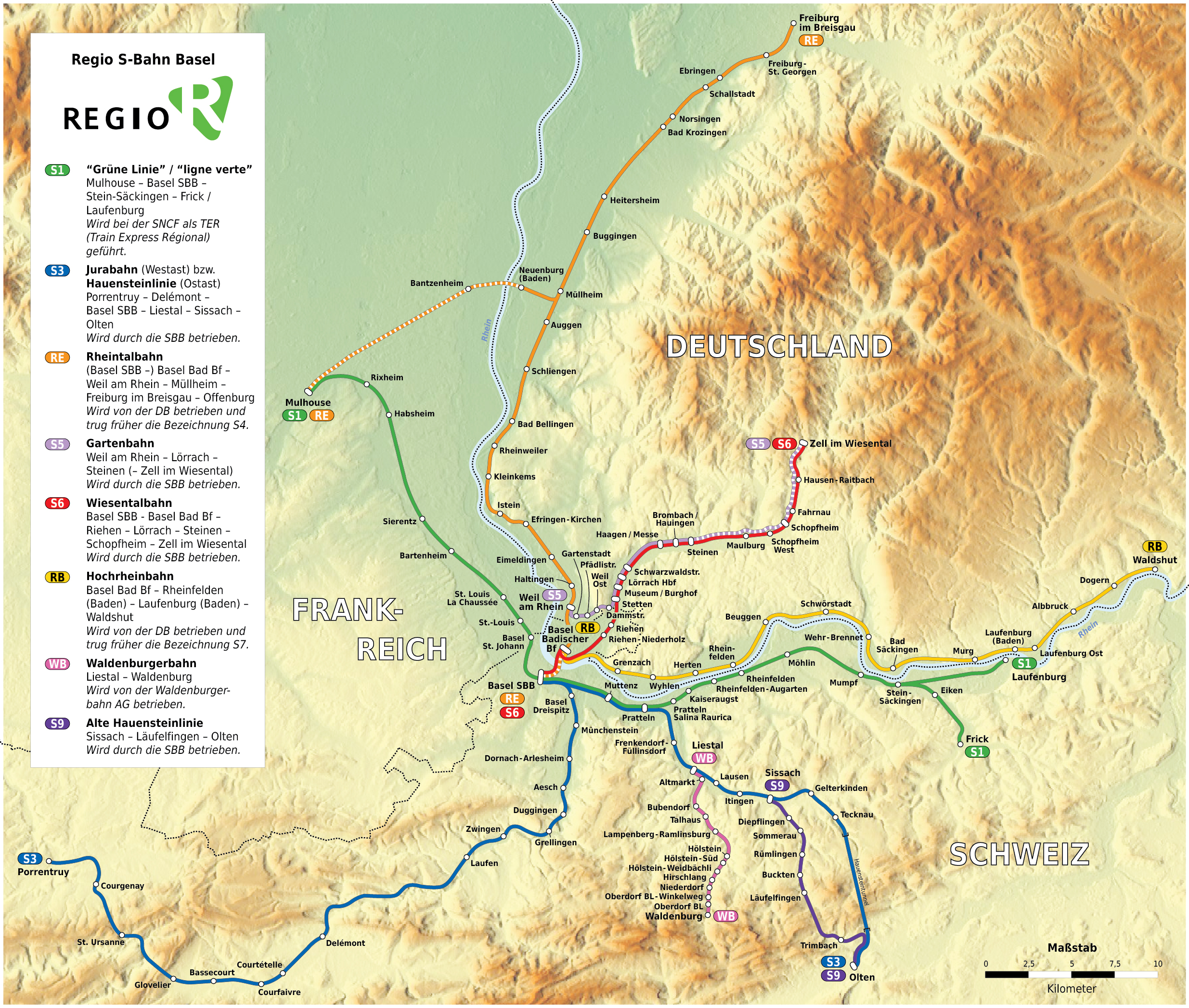
Die Strecke im Netz der früheren Regio-S-Bahn
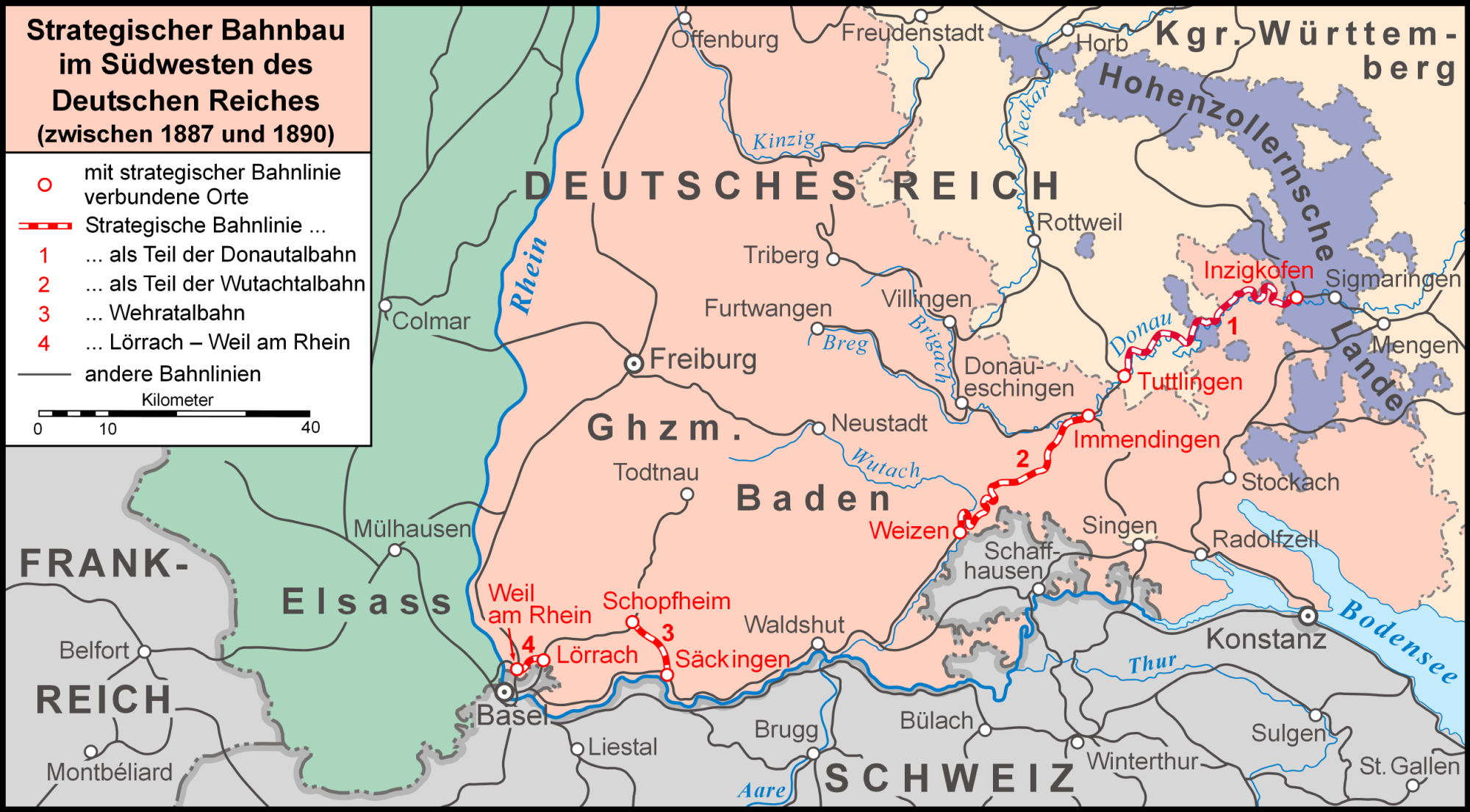
Die Strecke als Teil des strategischen Bahnbaus zwischen 1887 und 1890 zur Umgehung der Schweiz
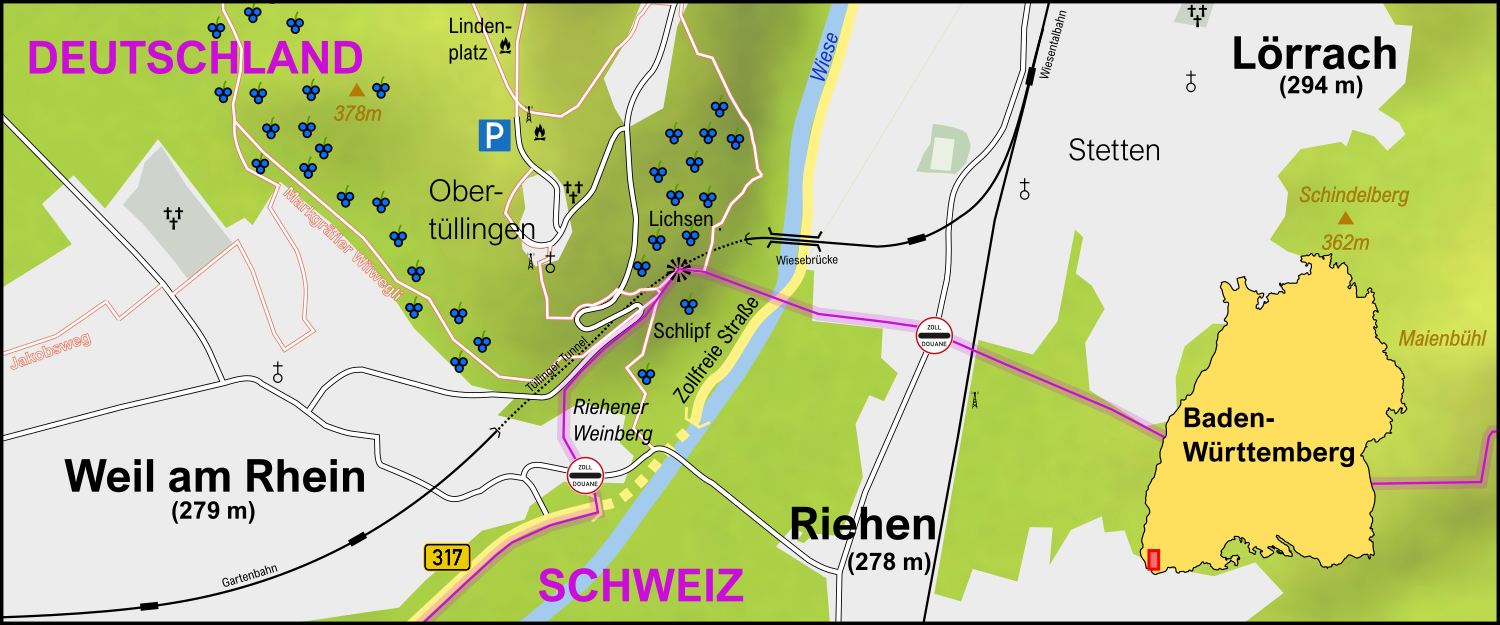
Streckenabschnitt der Gartenbahn mit Tunnel- und Brückenbauwerk